# 薛馬·摩爾
薛馬·富蘭克林·摩爾（英語：Shemar Franklin Moore，1970年4月20日—），美國男演員、製片人及模特兒。最知名的是1994年至2005年間和2014年在CBS電視劇《不安分的青春》中飾演馬爾科姆·溫特斯，以及2005年至2017年間在電視劇《犯罪心理》中飾演德瑞克·摩根一角。2000年時，他憑在《不安分的青春》的演出而贏得了日間艾美獎最佳戲劇類影集男配角。2017年至2024年間主演電視劇《反恐特警組》。

## 早期生活
摩爾出生於加利福尼亞州奧克蘭，為商業顧問瑪麗蓮·威爾森（Marilyn Wilson）和謝羅德·摩爾（Sherrod Moore）的兒子。摩爾的父親是非裔美國人，而母親則是出生於麻薩諸塞州羅克斯伯里的愛爾蘭兼法裔加拿大人的後裔。他的母親曾在巴林和丹麥擔任數學老師。摩爾4歲時，從巴黎移居至巴林，直到7歲時才到英國就讀私立學校。他的祖母來自加拿大的魁北克市。1970年代，摩爾因當時的民間動亂、種族間禁忌和美國種族主義而被迫與母親一起出國。他們於1977年回到美國，並住在加利福尼亞州奇科，他的母親在那的診所工作；之後，他們家又搬到了帕羅奧圖。
摩爾畢業於帕羅奧圖的岡恩高中。之後，他在聖克拉拉大學主修通信、劇場藝術，並時常擔任模特兒來支付帳單。他的母親現在住在加利福尼亞州雷東多海灘。

## 外部連結
- Shemar Moore在互联网电影资料库（IMDb）上的資料（英文）
- 薛馬·摩爾在TV Guide